# 币制局
币制局，中华民国北洋政府管理全国币制的机构，据1914年3月公布的《币制局简章》设置。

## 职权
币制局职权为监督全国造币厂、中国银行和国民银行发行券；监督、整理各省官银钱号；筹办其他关于币制事项。
币制局地位和职权比较特殊，对造币厂和银行、银号等的发行券事项，得由局主稿，用总裁合财政总长名义会同发布局令；各机关关于币制事宜的文件，应同时分致总裁和财政总长。

## 组织
币制局设督办一人，总裁一人，特任；副总裁一人，简任；评议员、秘书、调查员等若干人，并聘有外国顾问。局内分置钞券处和圜法处，各设正、副处长一人。

## 沿革
1914年币制局创立时，首任总裁是梁启超，他当年底即辞职；副总裁是章宗元。
1914年12月币制局奉令裁撤，归并财政部。1915年1月设置币制委员会。1918年复设币制局，直属国务院，1923年仍由财政部接管。